# Domus du collège Lumière
La Domus du collège Lumière de Besançon est une importante et luxueuse domus gallo-romaine de 6 000 m2 (dont 3 000 m2 de surface bâtie) du IIe siècle, au centre de Vesontio (Besançon) en Séquanie (Franche-Comté).

## Historique
En 1973, puis entre 2003 et 2004, des fouilles archéologiques de 3 000 m2 menées à l'entrée du collège Lumière de Besançon (12 rue d’Alsace, dans La Boucle) permettent de découvrir une importante partie des ruines d'une importante et luxueuse domus du IIe siècle (villa aristocratique romaine) richement décorée de quatre mosaïques romaines, située sur un axe perpendiculaire du « cardo maximus » (rue principale de Vesontio). 

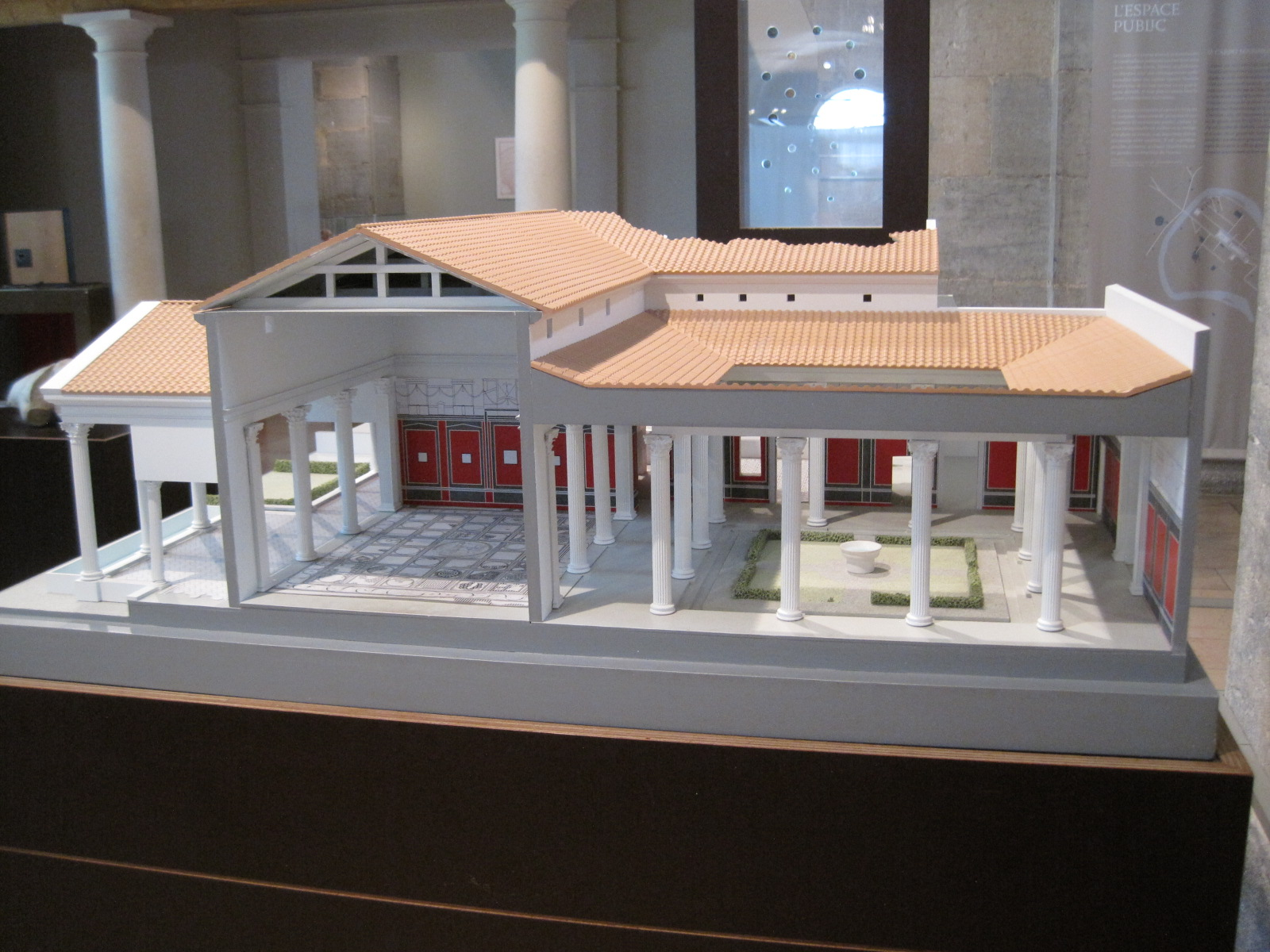
Maquette 1/50e.
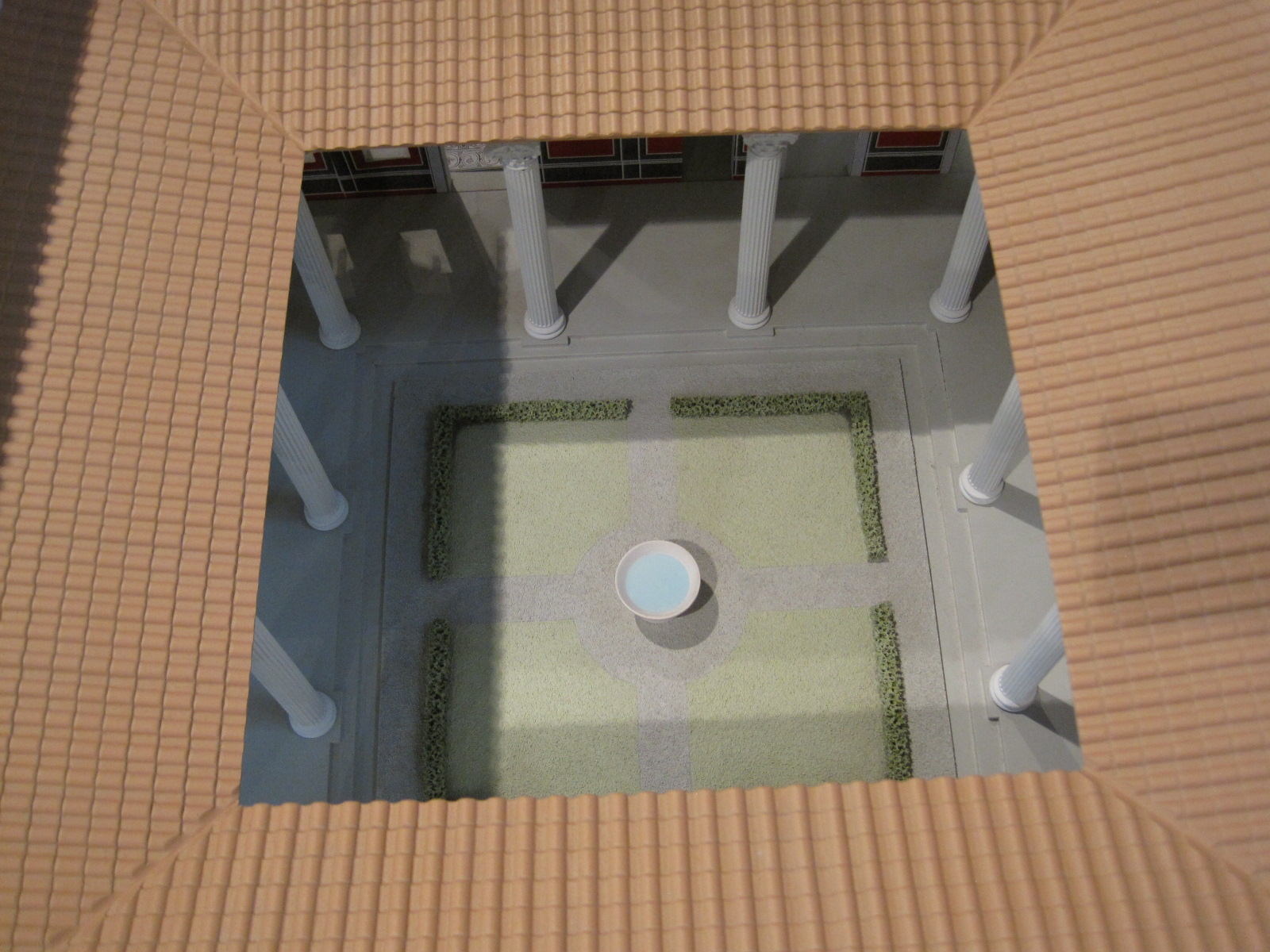
Péristyle.

Après un important programme de restauration, une partie des mosaïques est exposée sous verre, in situ, à l'entrée du collège Lumière et d'autres parties sont exposées au musée des beaux-arts et d'archéologie de Besançon.

## Caractéristiques de la domus
- Un important péristyle de 500 m2 avec 12 colonnes de 7 m de hauteur.
- Un grand et luxueux oecus : salle de réception de 200 m2 et 10 m de haut, avec un sol décoré par une mosaïque romaine du dieu Neptune debout dans un quadrige de quatre chevaux.
- Deux pièces de réception dans l’aile ouest de 65 et 85 m2 ornées de mosaïques (dont une représentation de l’égide d’Athéna décorée en son centre d'une tête de méduse).
- Un jardin d'agrément de 480 m2 avec bassins et colonnades ...

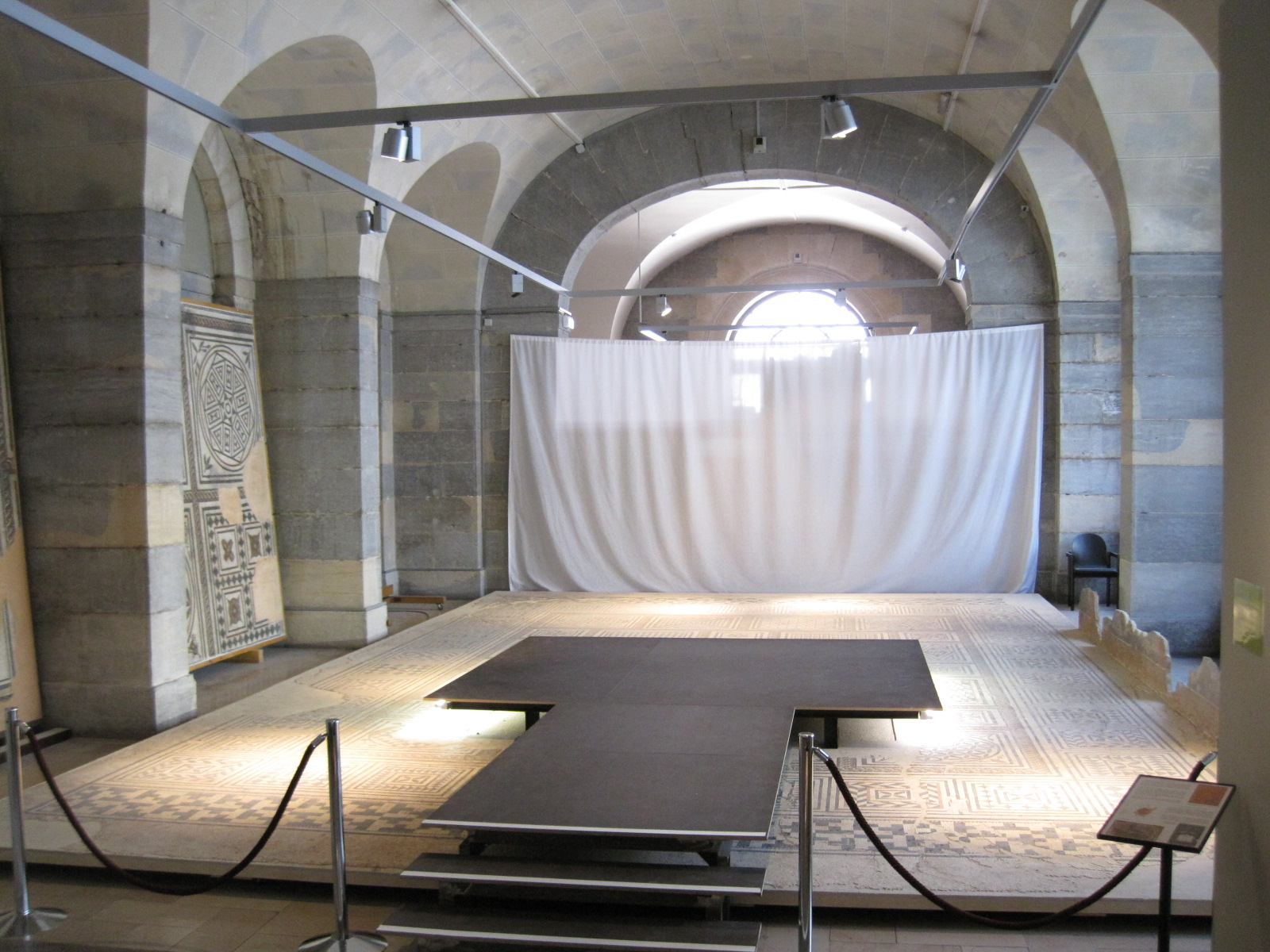
Salle des mosaïques romaine du musée des beaux-arts et d'archéologie de Besançon.
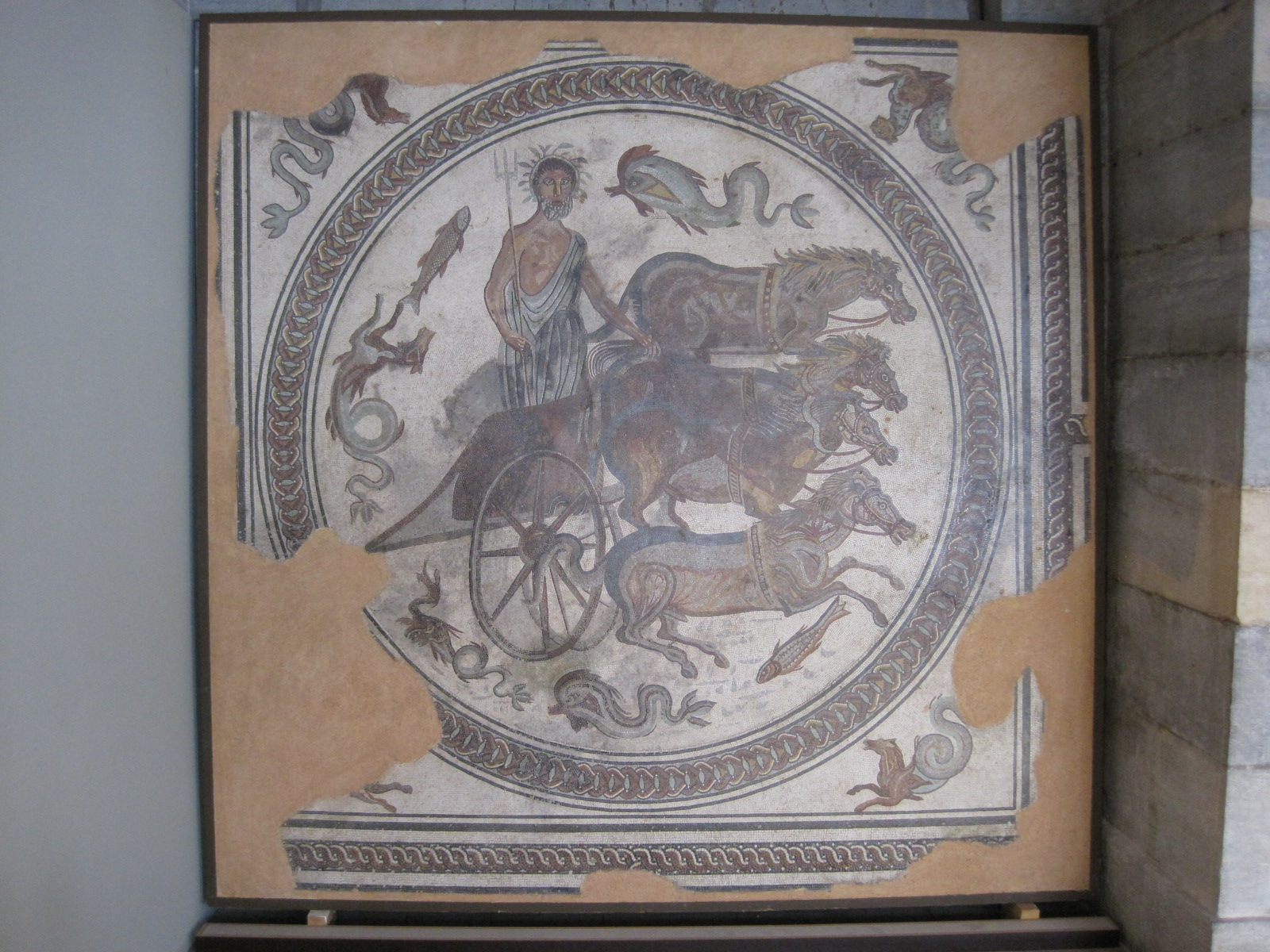
Mosaïque romaine du dieu Neptune debout dans un quadrige de quatre chevaux.
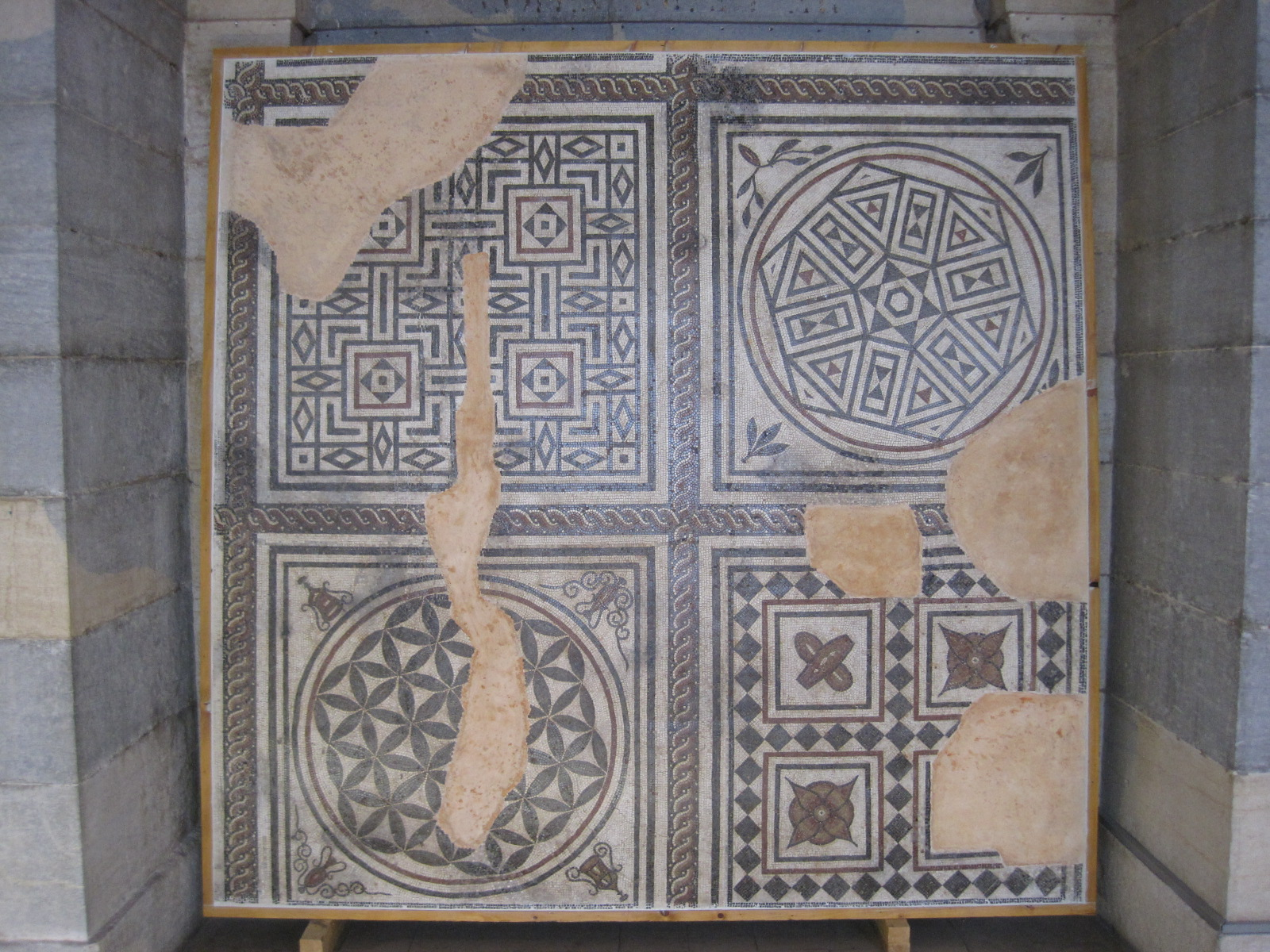
Mosaïque romaine à motifs géométriques.

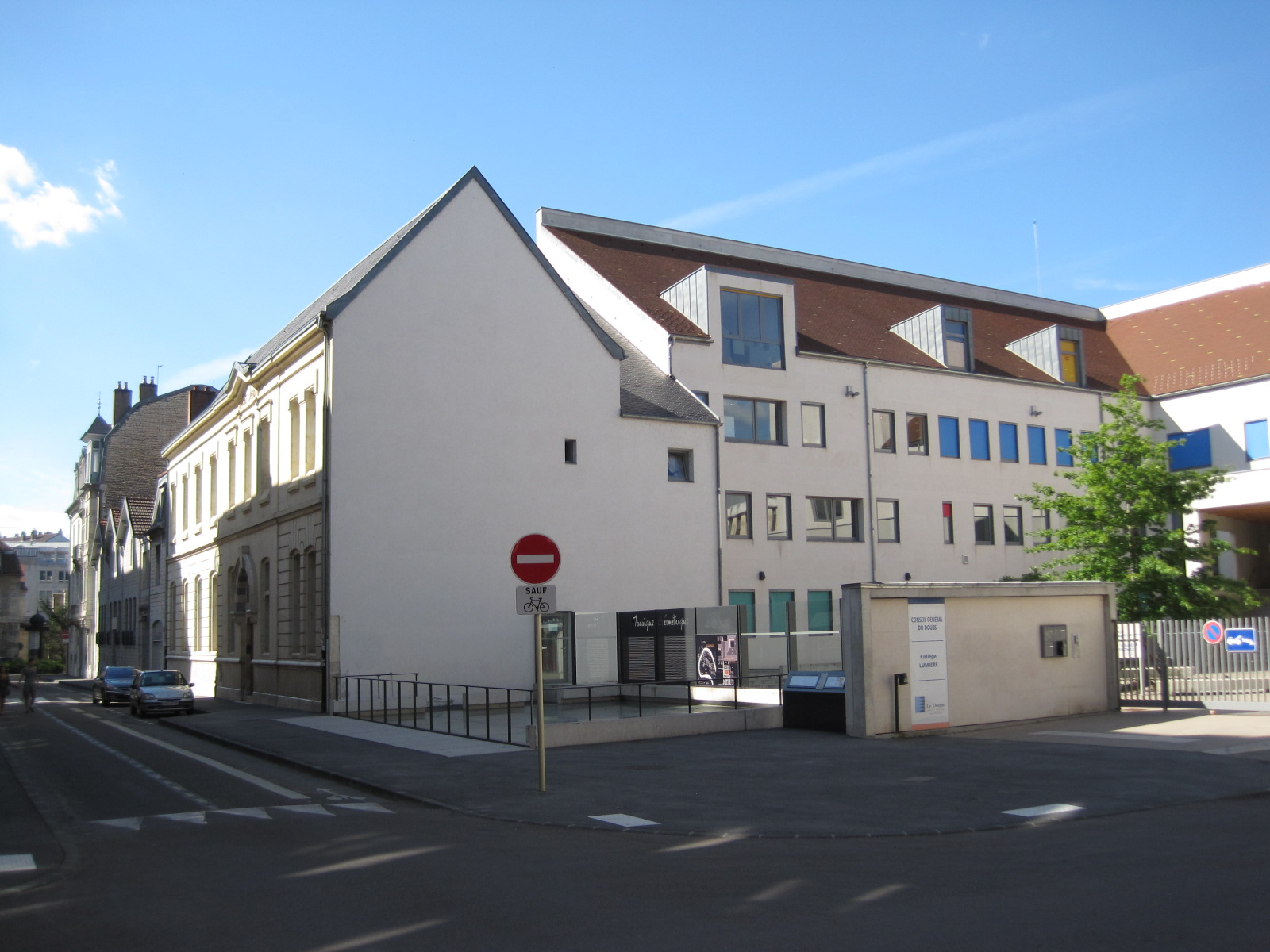
Collège Lumière avec mosaïque vitrée à l'entrée.
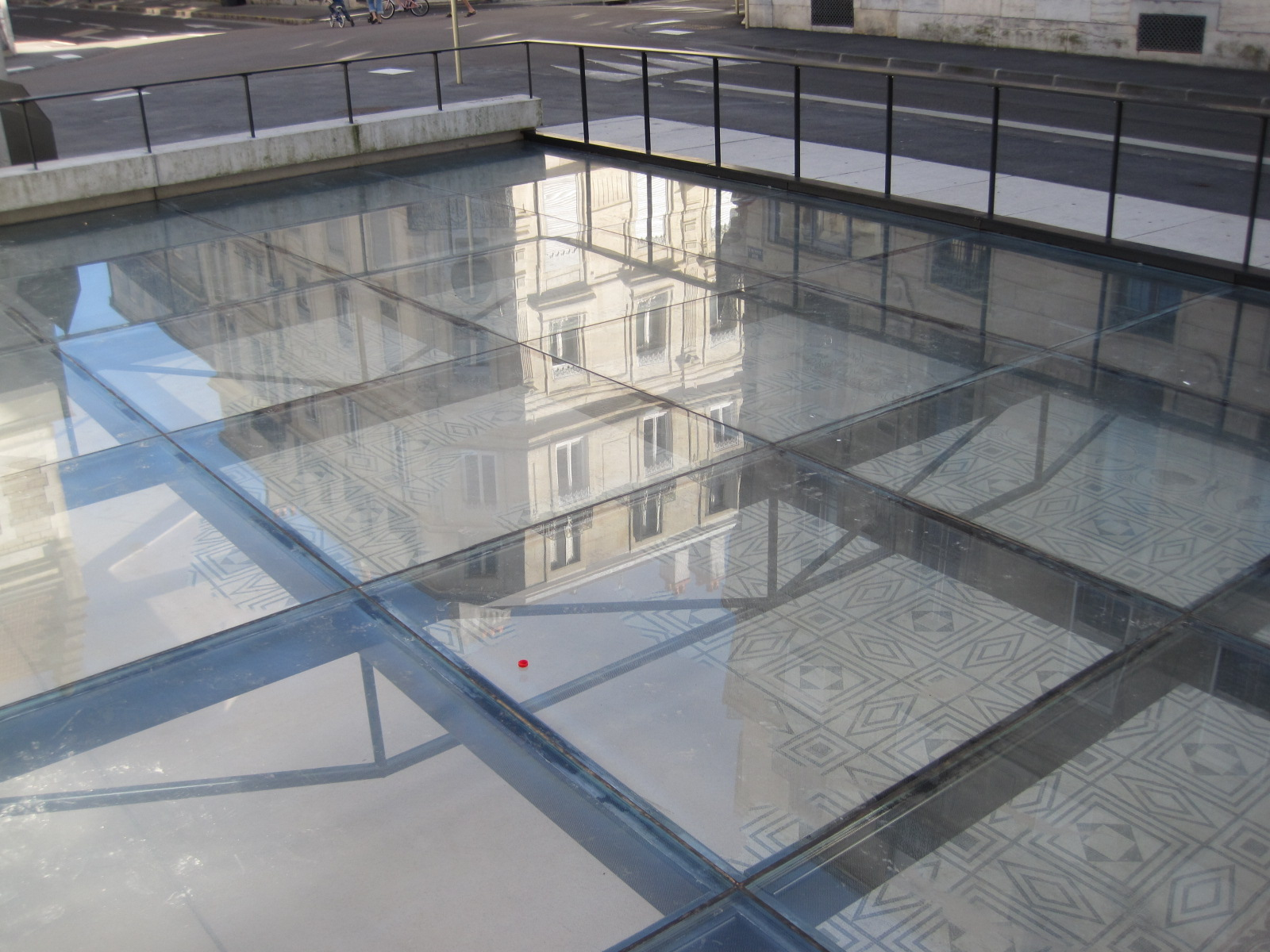
Mosaïque romaine vitrée à l'entrée du collège Lumière.
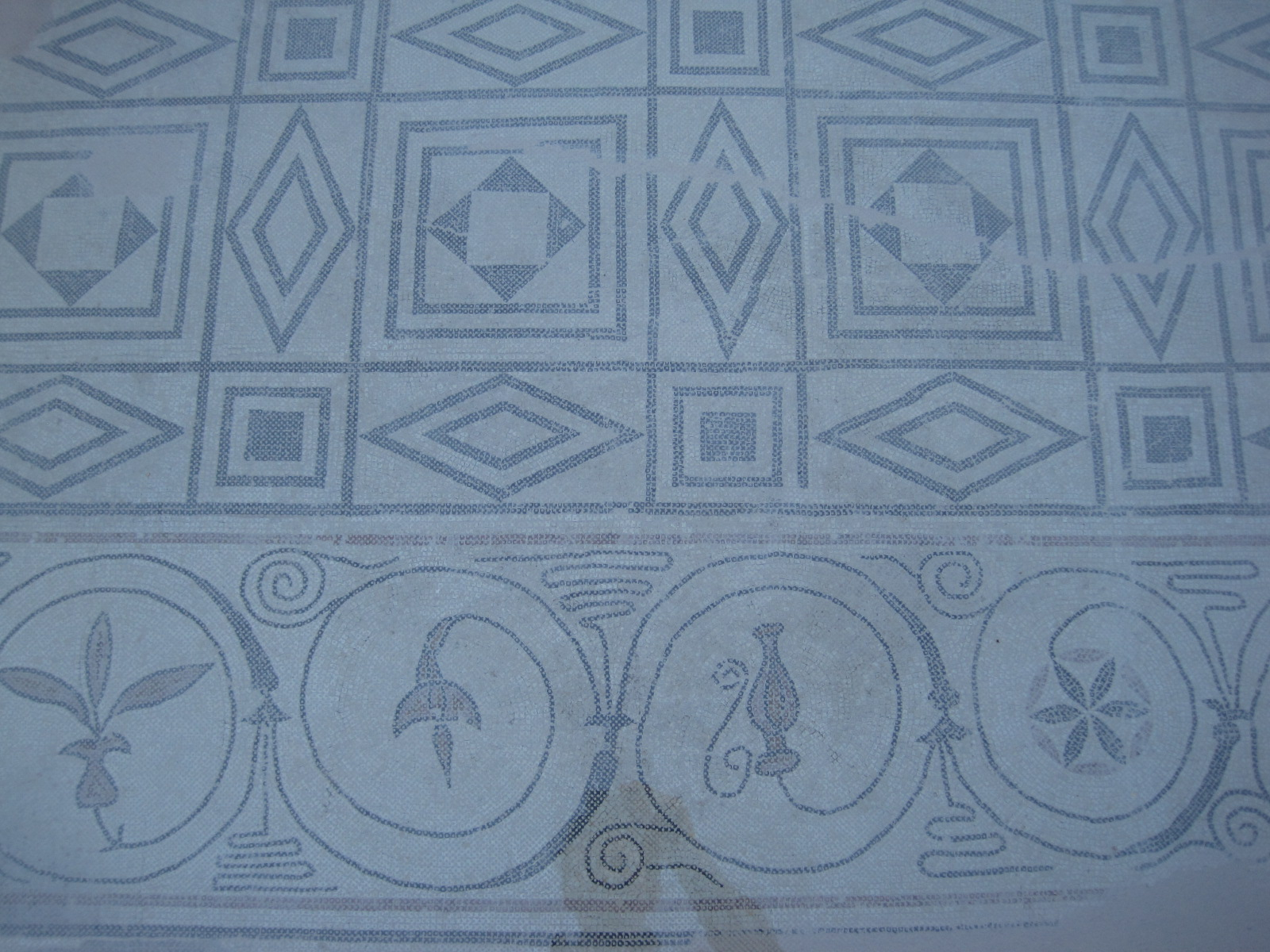
Détail de mosaïque romaine à motifs géométriques.
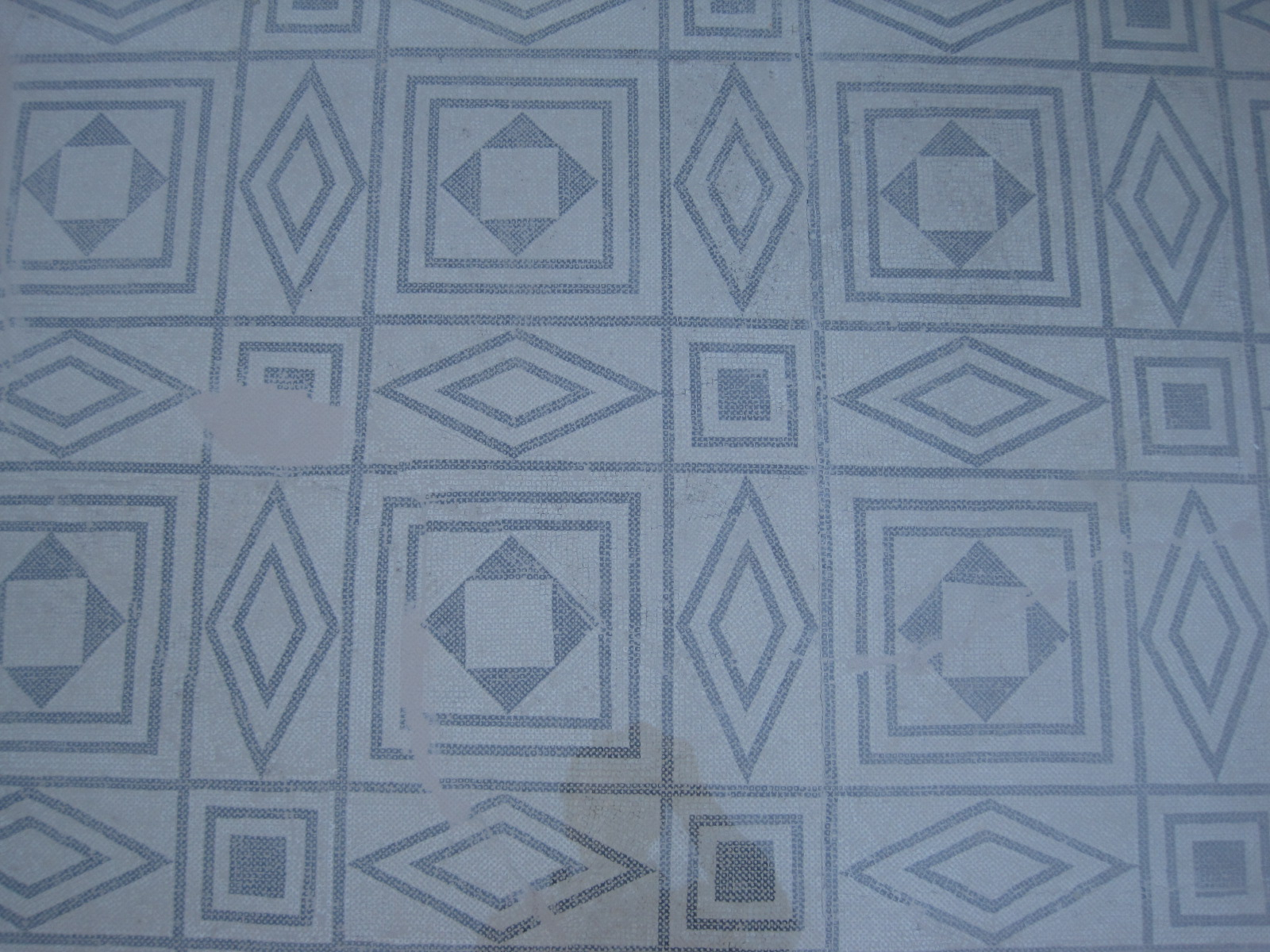
Détail de mosaïque romaine à motifs géométriques.